# Opisthoxia monanaria
Opisthoxia monanaria är en fjärilsart som beskrevs av William Schaus 1923. Opisthoxia monanaria ingår i släktet Opisthoxia och familjen mätare. Inga underarter finns listade i Catalogue of Life.